# Demétrio, o Belo
Demétrio, o Belo foi o filho de Demétrio Poliórcetes  e Ptolemaida,  filha de Ptolemeu I Sóter. Ele morreu no segundo ano da 130a olimpíada.

## Família
Seu pai era filho de Estratonice, filha de Correu, que foi casada com Demétrio, irmão de Antígono Monoftalmo e, após a morte de Demétrio, com Antígono; Demétrio Poliórcetes poderia ser filho de Demétrio ou de Antígono.
Sua mãe era filha de Ptolemeu I Sóter e Eurídice, filha de Antípatro.
Ele tinha vários meio-irmãos por parte de pai: Córrago, filho de uma ateniense de nome Eurídice, Antígono II Gónatas, Estratonice, Alexandre, filho de uma irmã de Pirro, e um outro Demétrio, filho de uma mulher da Ilíria.

## Filhos
Ele foi o pai de Antígono Doson e de Equécrates.
Antígono Doson, filho de Demétrio, o Belo, foi regente de Filipe V da Macedónia, filho de Demétrio II da Macedónia, filho de Antígono II Gónatas. A mãe de Antígono Doson se chamava Olímpia, e era filha de Pauliclito de Lárissa. Outro filho de Demétrio, o Belo, foi Equécrates, que teve um filho de nome Antígono, em homenagem ao tio paterno.

## Rei de Cirene
Berenice II, filha do rei Magas de Cirene, filho do primeiro casamento de Berenice I, com um nobre macedônio chamado Filipe. havia sido prometida por seu pai como esposa a Ptolemeu III Evérgeta, para acabar com a divisão entre a Cirenaica e o Egito, mas, após a morte de Magas de Cirene, Arsínoe, sua mãe, chamou Demétrio, o Belo para casar-se com a filha.
Demétrio atendeu prontamente ao chamado de Arsínoe, e, por ser muito belo, atraiu as atenções da sua sogra, agindo de forma arrogante com a família real e o exército, e transferiu sua atenção da filha para a mãe.
Como em Cirenaica havia uma vontade de fazer aliança com Ptolemeu, iniciou-se a conspiração contra Demétrio. Os assassinos foram enviados quando Demétrio estava na cama com Arsínoe, que, ouvindo a voz da filha, tentou proteger seu amante, deitando-se sobre ele, mas, mesmo assim, Demétrio foi assassinado. Na sequência, Berenice casou-se conforme o desejo de seu pai.